# Eubatas z Kyreny
Eubatas (Ευβάτας) lub Eubotas (Εὐβώτας) – starożytny grecki atleta pochodzący z Kyreny, olimpijczyk.
Podczas igrzysk olimpijskich w 408 roku p.n.e. odniósł zwycięstwo w biegu na stadion. Zgodnie z prawem zwycięzcy mogli wystawić swój posąg w świętym gaju Altis. Eubatasowi triumf miała przepowiedzieć wcześniej wyrocznia, stąd przybył na zawody do Olimpii z gotowym już posągiem, który wystawił jeszcze tego samego dnia. Przed wyruszeniem na igrzyska miał jakoby obiecać ślub heterze Lais, odwlekając jednak swoją obietnicę dopiero do czasu zdobycia olimpijskiego wieńca. Chcąc nie złamać danego słowa, a jednocześnie nie wypełnić przyrzeczenia, uciekł się do fortelu, wracając do rodzinnej Kyreny z portretem Lais. Wdzięczna żona wystawiła mu za to w Altis drugi posąg.
W roku 364 p.n.e. odniósł ponowny triumf w Olimpii, zwyciężając w wyścigach rydwanów.